# Isethionate
Isethionate sind Ester langkettiger (C8 – C18) aliphatischer Carbonsäuren mit Isethionsäure bzw. deren Salzen, wie z. B. Ammonium- oder Natriumisethionat und werden auch als Acylisethionate bzw. Acyloxyethansulfonate bezeichnet.
Sie bilden wie die Tauride eine Klasse besonders milder anionischer Tenside, die im Gegensatz zu gewöhnlichen Seifen auch in hartem Wasser ihre waschaktiven Eigenschaften beibehalten.

Isethionate werden in industriellem Maßstab durch Umsetzung von Carbonsäuregemischen, wie sie aus der Hydrolyse tierischer Fette (Talg) und pflanzlicher Öle – bevorzugt Kokosöl, aber auch Palmöl, Sojaöl oder Rizinusöl – erhalten werden, mit Salzen der Isethionsäure (2-Hydroxyethansulfonsäure) unter saurer Katalyse z. B. mit Methansulfonsäure hergestellt.
Isethionate sind Feststoffe, denen zur Absenkung ihres Erstarrungspunkts oft Fettsäuren (bis zu 30 Gew.%) zugegeben werden. Trotz seiner geringen Wasserlöslichkeit (100ppm bei 25 °C) hat das preisgünstigere Natriumcocoylisethionat gegenüber dem ausgezeichnet wasserlöslichen Ammoniumsalz (>25 Gew.% bei 25 °C) weitere Verbreitung gefunden. Zur Solubilisierung der schwerlöslichen Isethionate und Tauride werden Mischungen mit amphoteren Tensiden, wie Cocamidopropylbetain, vorgeschlagen. Aus solchen Mischungen lassen sich hochkonzentrierte, bei Raumtemperatur flüssige, klare und transparente wässrige Konzentrate herstellen.
Isethionate zeichnen sich durch ausgezeichnete Hautverträglichkeit, hervorragende Schaumbildung, auch in hartem Wasser, gute Reinigungswirkung und ein angenehmes Hautgefühl. Sie sind untoxisch und biologisch leicht abbaubar. Im Gegensatz zu den Tauriden sind sie als Carbonsäureester jedoch außerhalb eines pH-Bereichs von 5 bis 8 nicht langzeitstabil.

Isethionate finden Anwendung in festen Seifen, sogenannten syndet bars, und in anderen Körperpflegeprodukten, wie z. B. Lotionen, Wasch- und Duschgels, Shampoos, Flüssigseifen, Rasierschäumen, sowie weiteren kosmetischen und dermatologischen Zubereitungen.